# أماني البحطيطي
أماني البحطيطي هي ممثلة ومؤدية صوتية مصرية وُلدت بمحافظة الشرقية في 1 أبريل عام 1972، وتخرجت من قسم الإعلام في كلية الآداب بجامعة الزقازيق ثُم التحقت بالمعهد العالي للفنون المسرحية لتتخرج من قسم التمثيل والإخراج بالمعهد عام 2003 وتُشارك في العديد من الأعمال التليفزيونية والإذاعية، وهي ابنة الكاتب والمخرج الإذاعي أبو سليم البحطيطي.

## مسيرتها الفنية
اهتمت أماني البحطيطي بالفن في سن مبكرة وبدأت مشوارها الفني بالتمثيل وهي لا تزال طفلة حين شاركت في مسلسل «الألغاز والمغامرون الخمسة»، وحين كبرت قامت بالتمثيل على مسرح الجامعة أثناء فترة دراستها بكلية الآداب، فالتحقت بعد تخرجها من جامعة الزقزيق بالمعهد العالي للفنون المسرحية لتدرس التمثيل والإخراج ثُم تنضمّ بعد تخرجها من المعهد عام 2003 إلى فرقة المسرح القومى التي أنشأها البيت الفنى للمسرح التابع لوزارة الثقافة المصرية وتقوم بالتمثيل في عدد من العروض المسرحية كان من أهمها مسرحية «البؤساء» في عام 2007. عملت أماني البحطيطي أيضًا كمدبلجة ومؤدّية صوتيّة في عدد من مسلسلات الرسوم المتحركة ومسلسلات الأطفال مثل مسلسل الرسوم المتحركة الأرجنتيني «لالولا» الذي عرضته قناة إم بي سي الرابعة مدبلجًا باللهجة المصرية في عام 2010، ومسلسل العرائس المتحركة الشهير «ظاظا وجرجير»، كما كتبت القصة والسيناريو والحوار لفيلم سينمائيّ هو فيلم «زجزاج» الذي عُرش في عام 2014 وأخرجه أسامة عمر وقام ببطولته محمد نجاتي وميرنا المهندس. شاركت أماني البحطيطي أيضًا على مدى مسيرتها الفنية في العديد من عروض المسرح والمسلسلات التليفزيونيّة فكان من أبرز أدوارها في الدراما التليفزيونيّة أدوارها في مسلسل بدارة، ومسلسل أم كلثوم.

## أعمالها
| سنة الإصدار | اسم العمل                                     | نوع العمل          | الدور                  |
| ----------- | --------------------------------------------- | ------------------ | ---------------------- |
| 2019        | سيدة يثرب                                     | مسلسل إذاعي        | أم جميل / هند بنت عتبة |
| 2016        | الأزهر (الجزء الأول)                          | مسلسل رسوم متحركة  | زوجة أبو القاسم        |
| 2013        | اللي خايف يروح                                | مسرحية             |                        |
| 2012        | على فين يا بلد                                | مسرحية             |                        |
| 2011        | عثمان الحادي عشر                              | مسلسل إذاعي        |                        |
| 2010        | لحظات حرجة (الجزء الثاني)                     | مسلسل              |                        |
| 2009        | ظاظا وجرجير                                   | مسلسل عرائس متحركة |                        |
| 2008        | العارف بالله الإمام عبد الخليم محمود          | مسلسل              |                        |
| 2007        | البؤساء                                       | مسرحية             | إيبونين                |
| 2007        | الخُط معاك عالخَط                               | مسلسل إذاعي        |                        |
| 2006        | لا أحد ينام في الإسكندرية                     | مسلسل              |                        |
| 2005        | اعترافات الثعالب                              | مسلسل              |                        |
| 2005        | عطيل                                          | مسرحية             |                        |
| 2002        | المغامرون الخمسة                              | مسلسل رسوم متحركة  |                        |
| 2002        | بلد المحبوب                                   | مسلسل              | رباب                   |
| 2002        | فارس العرب                                    | مسلسل              |                        |
| 2001        | الأبوان السحريان                              | مسلسل رسوم متحركة  | واندا                  |
| 2001        | جيمي نيورثون الفتى العبقري                    | مسلسل رسوم متحركة  | ميس فاول               |
| 2001        | اللبيس                                        | فيلم               |                        |
| 2001        | حرب الباسوس                                   | مسرحية             |                        |
| 2001        | وتاهت بعد العمر الطويل                        | مسلسل              |                        |
| 2000        | ألف ليلة وليلة (حكاية ضوء المكان وبدر التمام) | مسلسل              |                        |
| 2000        | المحاربون                                     | مسلسل              |                        |
| 2000        | زمن العطش                                     | مسلسل              |                        |
| 1999        | الجذور                                        | مسلسل              |                        |
| 1999        | أم كلثوم                                      | مسلسل              | سيدة شقيقة أم كلثوم    |
| 1999        | بدارة                                         | مسلسل              | لوزة                   |
| 1998        | الإمام ابن حزم                                | مسلسل              | زينب                   |
| 1998        | امرأة من زمن الحب                             | مسلسل              | مايسة سليمان           |
| 1998        | وادي فيران                                    | مسلسل              | أخت فواز               |
| 1997        | عصر الأئمة                                    | مسلسل              |                        |
| 1986        | الإمام مسلم                                   | مسلسل              |                        |
| 1983        | الألغاز والمغامرون الخمسة                     | مسلسل              |                        |
|             | أحلام ياسمين                                  | مسرحية             |                        |
|             | شروق بلا غروب                                 | مسلسل              |                        |

## روابط خارجية
- صفحة الممثلة على موقع قاعدة بيانات الأفلام العربية